# Amt Niedergörsdorf
Das Amt Niedergörsdorf war ein 1992 gebildetes Amt, in dem neun Gemeinden des damaligen Kreises Jüterbog (heute Landkreis Teltow-Fläming, Brandenburg) zu einem Verwaltungsverbund zusammengeschlossen waren. Sitz der Amtsverwaltung war in der Gemeinde Niedergörsdorf. Es wurde bereits 1997 mit der Neubildung der amtsfreien Gemeinde Niedergörsdorf wieder aufgelöst.

## Geographische Lage
Das Amt Niedergörsdorf grenzte im Norden und Nordwesten an das Amt Treuenbrietzen, im Nordosten an das Amt Jüterbog, im Südosten an das Amt Niederer Fläming und im Süden und Südwesten an das Land Sachsen-Anhalt.

## Geschichte
Am 15. Mai 1992 erteilte der Minister des Innern seine Zustimmung zur Bildung des Amtes Niedergörsdorf mit Sitz in Niedergörsdorf. Die Bildung kam mit der Veröffentlichung der Bekanntmachung am 15. Juni 1992 zustande. Zum Zeitpunkt der Gründung umfasste das Amt die Gemeinden:
1. Blönsdorf
2. Danna
3. Dennewitz
4. Malterhausen
5. Niedergörsdorf
6. Rohrbeck
7. Schönefeld
8. Seehausen
9. Wergzahna

Die Gemeinde Oehna wurde dem Amt Niedergörsdorf nach §1 Abs. 4 AmtsO zugeordnet. Zum 1. August 1992 schloss sich die Gemeinde Langenlipsdorf dem Amt Niedergörsdorf an.
Zum 31. Dezember 1997 schlossen sich die Gemeinden Blönsdorf, Danna, Dennewitz, Langenlipsdorf, Malterhausen, Niedergörsdorf, Oehna, Rohrbeck, Schönefeld, Seehausen, Wergzahna (Amt Niedergörsdorf), Bochow, Zellendorf (Amt Niederer Fläming) und Altes Lager (Amt Jüterbog) zu einer neuen Gemeinde Niedergörsdorf zusammen. Zum gleichen Zeitpunkt wurde das Amt Niedergörsdorf aufgelöst.

## Belege
1. ↑  Bildung des Amtes Niedergörsdorf. Bekanntmachung des Ministers des Innern vom 13. Mai 1992. Amtsblatt für Brandenburg - Gemeinsames Ministerialblatt für das Land Brandenburg, 3. Jahrgang, Nummer 38, 15. Juni 1992, S. 743.
2. ↑  Anschluß der Gemeinde Langenlipsdorf an das Amt Niedergörsdorf. Bekanntmachung des Ministers des Innern vom 27. Juli 1992. Amtsblatt für Brandenburg - Gemeinsames Ministerialblatt für das Land Brandenburg, 3. Jahrgang, Nummer 58, 12. August 1992, S. 1019.
3. ↑  Zusammenschluß der Gemeinden Blönsdorf, Danna, Dennewitz, Langenlipsdorf, Malterhausen, Niedergörsdorf, Oehna, Rohrbeck, Schönefeld, Seehausen, Wergzahna (Amt Niedergörsdorf), Bochow, Zellendorf (Amt Niederer Fläming) und Altes Lager (Amt Jüterbog) zu einer neuen Gemeinde Niedergörsdorf. Bekanntmachung des Ministeriums des Innern vom 14. Januar 1998. Amtsblatt für Brandenburg - Gemeinsames Ministerialblatt für das Land Brandenburg, 9. Jahrgang, Nummer 1, 14. Januar 1998, S. 2.